# Orlik polski

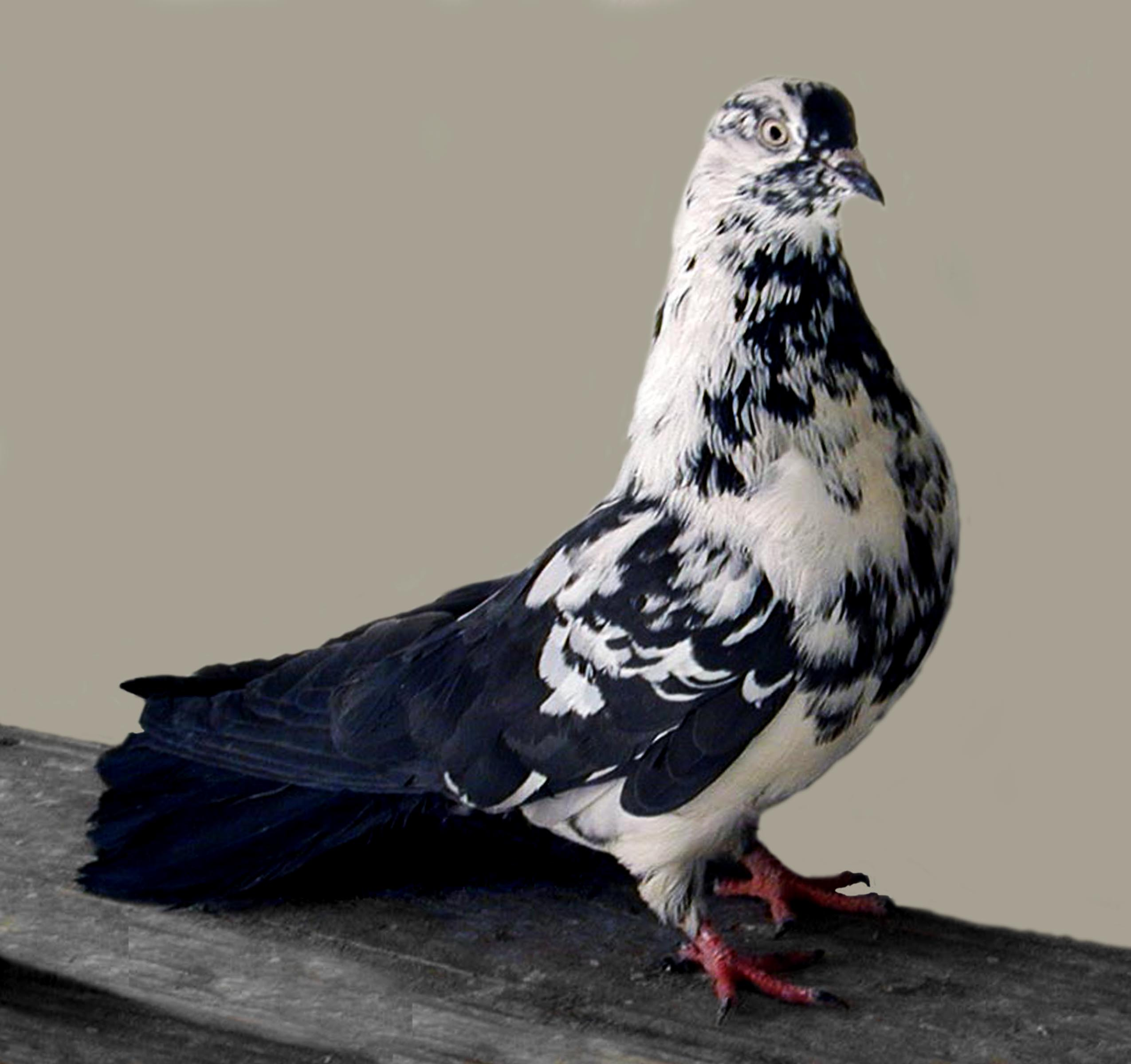
Orlik polski

Orlik polski (także orlik lubelski) – ptak z podrodziny gołębiowatych. Rasa gołębi wyhodowana na początku XX w. (okres międzywojenny) na terenach południowo-wschodniej Polski (okolice Lublina i Zagłębia Dąbrowskiego), na podstawie ukraińskich gołębi mikołajowskich. Nazwa wzięła się od kształtu ptaka w locie, która jest podobna do sylwetki orła.
Charakterystyka gatunku: gołąb wysokolotny, drobny o zwartej budowie; barwa czarna, czerwona, żółta lub niebieska (skrajne sterówki tej samej barwy pozostałe białe). Głowa gładka z wypukłym czołem, dziób średniej długości, ciemny, szyja krótka, dość gruba; tęczówki oczu brązowe lub perłowe.